# Lepisosteus oculatus
Lepisosteus oculatus — вид променеперих риб ряду панцирникоподібних (Lepisosteiformes).

## Поширення
Вид поширений на сході Північної Америки від південної частини канадської провінції Онтаріо на південь вздовж річки Міссісіпі до річки Апалачікола у Флориді та річки Нуесес в Техасі.

## Опис
Тіло завдовжки 60-90 см, максисум до 1,5 м. Вага — 1,8-2,7 кг, максимум до 4,4 кг. Забарвлення тіла бежеве з численними круглими темно-коричневими плямами.

## Спосіб життя
Живе у повільних, чистих річках, озерах, заплавах. Активний хижак. Живиться різноманітною рибою та ракоподібними. Статевозрілими стають у віці 2-3 роки. Нерест проходить на мілководді з великою кількістю підводних і плаваючих на поверхні рослин. У самок може бути відразу декілька партнерів. Максимальне число відкладених ікринок може перевищувати 20 000. Ікра відкладається на листя водних рослин. Через 10-14 днів з'являються мальки. Середній термін життя самців — 8 років, а самиць — 10 років. Максимальний вік — 18 років.